# 藤井浩貴
藤井 浩貴（ふじい こうき、2002年7月25日 - ）は、日本棋院東京本院所属の囲碁棋士。三段。静岡県出身、藤澤一就八段門下。

## 経歴
囲碁を始めたのは小学2年生の頃。2014年、6年生の時に藤澤一就に弟子入り。2人は藤澤の知人の紹介で知り合い、藤井のセンスを見込んだ藤澤が勧誘したという。同年10月より日本棋院の院生となり、翌2015年春、中学校進学を機に東京に移り住んで藤澤が主宰する天豊道場の内弟子となった。
2017年9-11月の冬季棋士採用試験では本戦9勝6敗の6位、2018年は本戦7勝8敗の8位でともに入段ならず。2019年、4-6月の院生研修成績1位により、夏季棋士採用試験でのプロ入りを決めた。
2024年、第49期新人王戦で決勝戦に進出。三浦太郎との決勝三番勝負では第1局に敗れると、第2局ではあと数手で終局というところで単純な失着を放ち、1目を損して半目負けとなった。局後には「最後のポカは、これまで練習でもやったことがないポカ」「今後30年、40年、今回が一番ひどいポカだったと、いつかは笑い話にできるようにしたい」、「ここまできたらむしろイジってほしい」などと語った。

## 人物
- 師匠の藤澤によれば、厚みを生かし、全局的なバランス感覚や攻めに優れた棋風[2]。シノギにも光るものがある[2]。観戦記者の品田渓は、やや中央志向で洗練されたスマートな碁を打つと評している[3]。

## 棋歴

### 良績
- 新人王戦 準優勝（第49期）

### 昇段履歴
- 2019年夏期 入段 ※9月から対局参加、令和2年（2020年）度採用
- 2022年6月7日 二段（勝数規定）[9]
- 2024年8月20日 三段（勝数規定）[10]